# Вельке Капушани
Вельке Капушани, або Великі Капушани (словац. Veľké Kapušany, угор. Nagykapos) — місто в Східній Словаччині на кордоні з Україною, у районі Михайлівці Кошицького краю. Населення — близько 10 тис. чол.
В цьому місті знаходиться однойменна газорозподільна станція, на яку через Україну потрапляє російський експортний газ, який далі прямує до країн Європи.

## Історія
Вельке Капушани вперше згадуються в 1211 році як поселення Капош. У 1430 році стають містом. Вельке Капушани були другим за значимістю містом Унґа, після Ужгорода. У XIX ст. — повітове місто Капушанського повіту (округу) Ужанського комітату. Зараз велику частину населення міста становлять угорськомовні роми.

## Населення
| Рік:            | 1994. | 2004.   | 2014.   | 2024.   |
| --------------- | ----- | ------- | ------- | ------- |
| Кількість осіб: | 9786  | 9536    | 9235    | 8347    |
| Різниця:        |       | -2,55 % | -3,15 % | -9,61 % |

| Рік:            | 2023. | 2024.   |
| --------------- | ----- | ------- |
| Кількість осіб: | 8479  | 8347    |
| Різниця:        |       | -1,55 % |

Нині Вельке Капушани має близько 9500 жителів, а в останні роки населення скоротилося.
Етнічний склад: За переписом 2001 року склад такий:
- угорці — 57,0 %,
- словаки — 35,9 %,
- роми — 4,3 %,
- українці — 1,0 %,
- інші.

Релігії : За переписом 2001 року релігійний склад міста такий:
- Римо-католики — 49,5 %,
- Греко-католики — 12,3 %,
- Атеїсти — 4,6 %%,
- інші.

## Визначні пам'ятки
- Костел
- Лютеранська кирха
- Руїни замку
- Греко-католицька церква Блаженного Священномученика Петра Павла Ґойдича з 21 століття
- Православна церква Воздвиження Чесного і Животворящого Хреста Господнього з 21 століття.

## Поховані
Іван Шпонтак (псевда: «Залізняк», «Леміш», «Дубровник», «Остап»)  (12 серпня 1919, с. Вовкове, Ужгородського району — 14 квітня 1989, м. Великі Капушани,  Словаччина) — курінний УПА, командир ТВ-27 "Бастіон", командир сотні, згодом куреня «Месники», шеф штабу ВО-6 «Сян».

## Колекція світлин

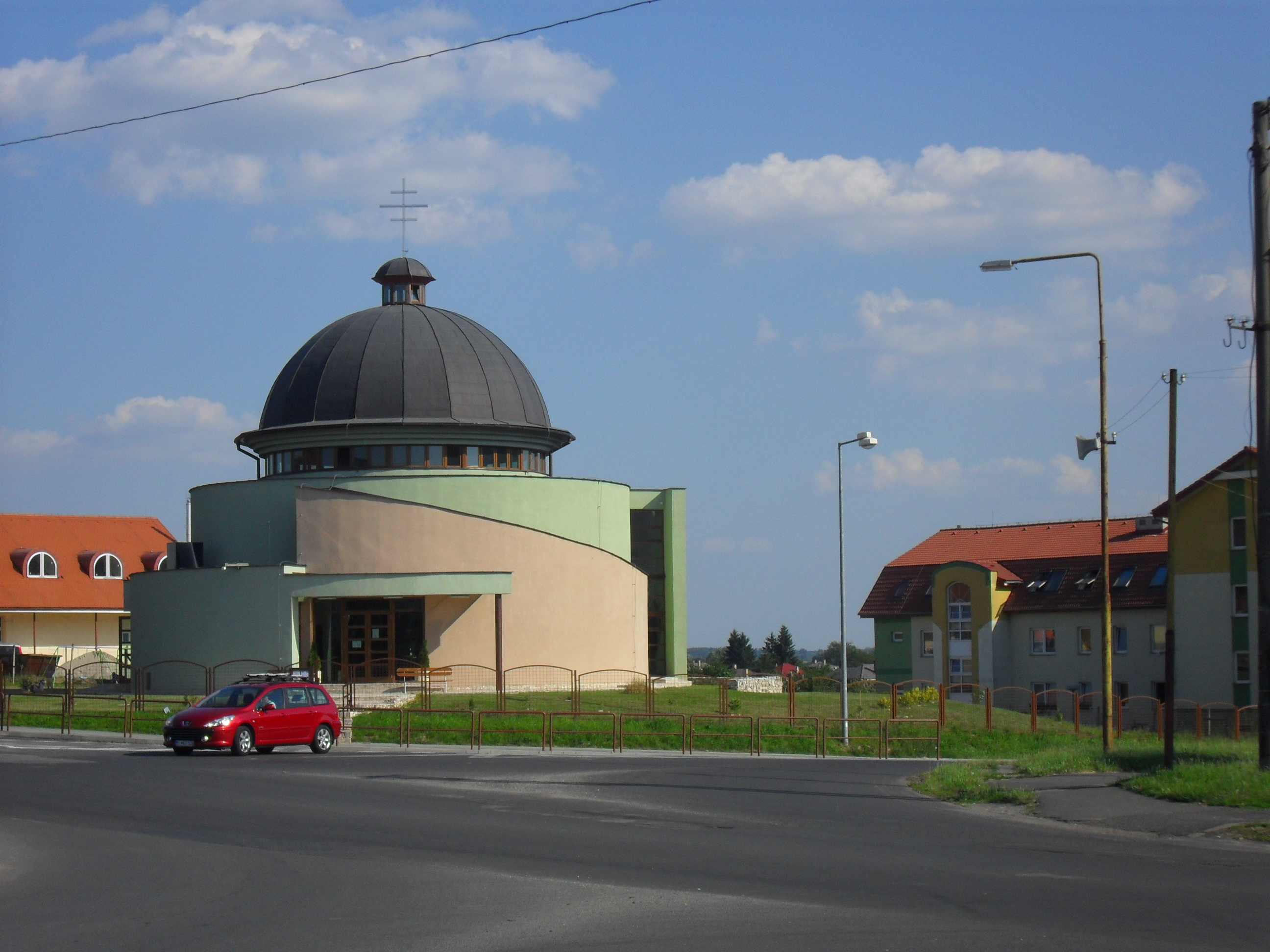
Греко-католицька церква
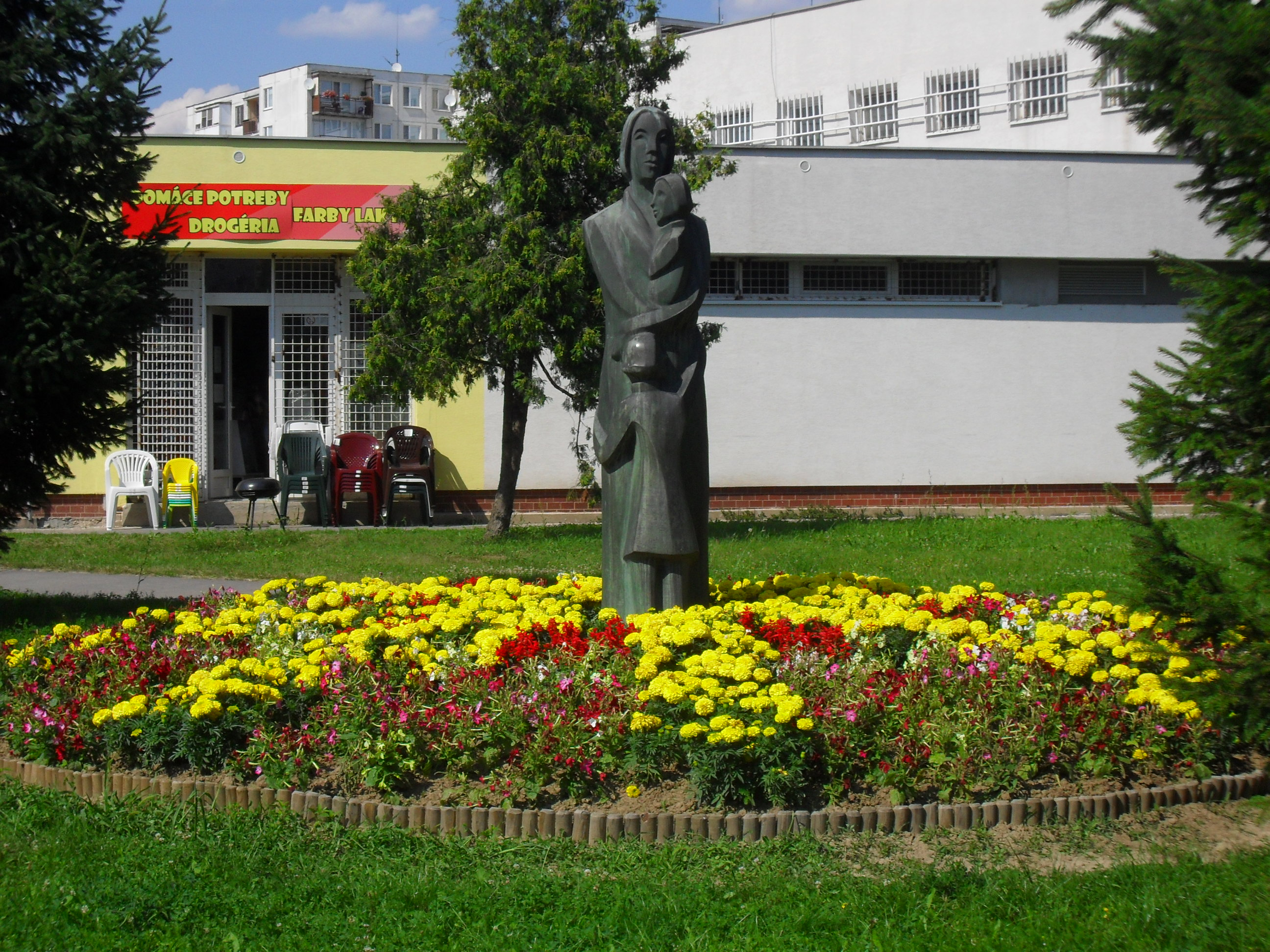
Пам'ятник у центрі села